# Greg Rusedski
Gregory „Greg“ Rusedski (* 6. September 1973 in Montreal, Kanada) ist ein ehemaliger britischer Tennisspieler, der zunächst auch für Kanada antrat.

## Persönliches
Greg Rusedski hat eine britische Mutter und einen kanadischen Vater. 1995 hat er sich dafür entschieden, die britische Staatsbürgerschaft anzunehmen.
Seit 1999 ist er mit Lucy Connor verheiratet, mit der er seit 1991 liiert ist. Das Paar hat eine Tochter (* 2006) und einen Sohn (* 2009).

## Karriere
Seine besten Ergebnisse erzielte er 1997 mit dem Einzug ins Endspiel der US Open, das er gegen Patrick Rafter verlor (3:6, 2:6, 6:4, 5:7), sowie 1999 mit dem Gewinn des Grand Slam Cup in München.
In seiner Laufbahn gewann er 15 Einzeltitel. 1997 wurde in der ATP-Weltrangliste als Nummer 4 geführt – es war seine beste Position. Im selben Jahr wurde er in Großbritannien zur BBC Sports Personality of the Year, zum Sportler des Jahres, gewählt.
Obwohl Rusedski neben Tim Henman und Andy Murray einer der besten britischen Tennisspieler seiner Zeit war, fehlte ihm in der britischen Öffentlichkeit die Anerkennung. Das wird vor allem durch Ereignisse untermauert, die sich beim Heimturnier in Wimbledon ereignet hatten. 2000 fragten ihn Journalisten vor der Auslosung nach seinem Wunschgegner. Kurioserweise ergab die Auslosung mit Vincent Spadea den von ihm genannten Spieler, der zuletzt 21 Spiele in Folge verloren hatte. Spadea gewann das Erstrundenspiel mit 6:3, 6:75, 6:3, 6:78 und 9:7, was damals für viel Aufsehen sorgte. 2003 beschimpfte er bei seinem Zweitrundenspiel gegen Andy Roddick den Schiedsrichter, weil dieser sich geweigert hatte, nach einer Fan-Störung einen Punkt zu wiederholen. Er verlor die Partie mit 6:710, 6:711, 5:7, was ihm in der Presse erneut Kritik einbrachte.
Rusedski war in den letzten Spielzeiten seiner Karriere von Verletzungen geplagt. Im Januar 2004 wurde er positiv auf Nandrolon getestet. Nach einer Anhörung vom 10. März 2004 wurde er von Dopingvorwürfen freigesprochen, weil der positiv Test von verunreinigten Lebensmitteln verursacht gewesen sei. Am 7. April 2007 gab Rusedski offiziell seinen Rücktritt vom Leistungssport bekannt.

## Rekorde
Rusedski war lange Zeit Rekordhalter für den härtesten Aufschlag im Herrentennis; er konnte damit viele Serve-and-Volley-Spieler wie Pete Sampras, Richard Krajicek, Goran Ivanišević oder Marc Rosset in dieser Wertung auf die Plätze verweisen. Am 14. März 1998 beim ATP-Turnier in Indian Wells schlug er mit 239,8 km/h auf. Dieser Rekord wurde vom Schweden Joachim Johansson und praktisch zeitgleich von Andy Roddick am 6. Februar 2004 gebrochen.
Lange Zeit hielt Rusedski zudem den Rekord für den schnellsten Sieg auf der ATP Tour; in der zweiten Runde des Tennisturniers Sydney International besiegte er 1996 den Deutschen Carsten Arriens in nur 29 Minuten. Dieser Rekord wurde erst 2014 gebrochen.

## Sonstiges
Die Finalteilnahme Rusedskis bei den US Open 1997 fiel in die Woche zwischen Tod und Beerdigung von Prinzessin Diana. Rusedski spielte seine letzten Partien mit einer schwarzen Schleife als Zeichen der Trauer.
2008 nahm er an der dritten Staffel der Eiskunstlaufshow Dancing on Ice teil.

## Erfolge
| Legende                       |
| Grand Slam                    |
| Grand Slam Cup                |
| ATP Masters Series            |
| ATP International Series Gold |
| ATP International Series      |

### Einzel

#### Turniersiege
| Nr. | Datum            | Turnier        | Belag         | Finalgegner        | Ergebnis                |
| --- | ---------------- | -------------- | ------------- | ------------------ | ----------------------- |
| 1.  | 11. Juli 1993    | Newport        | Rasen         | Javier Frana       | 7:5, 6:7, 7:6           |
| 2.  | 30. April 1995   | Seoul          | Hartplatz     | Lars Rehmann       | 6:4, 3:1 Aufgabe        |
| 3.  | 13. Oktober 1996 | Peking         | Hartplatz     | Martin Damm        | 7:6, 6:4                |
| 4.  | 22. Juni 1997    | Nottingham     | Rasen         | Karol Kučera       | 6:4, 7:5                |
| 5.  | 5. Oktober 1997  | Basel          | Teppich (i)   | Mark Philippoussis | 6:3, 7:6, 7:6           |
| 6.  | 22. Februar 1998 | Antwerpen      | Hartplatz (i) | Marc Rosset        | 7:6, 3:6, 6:1, 6:4      |
| 7.  | 8. November 1998 | Paris          | Hartplatz (i) | Pete Sampras       | 6:4, 7:6, 6:3           |
| 8.  | 3. Oktober 1999  | München        | Teppich (i)   | Tommy Haas         | 6:3, 6:4, 6:7, 7:6      |
| 9.  | 17. Oktober 1999 | Wien           | Teppich (i)   | Nicolas Kiefer     | 6:7, 2:6, 6:3, 7:5, 6:4 |
| 10. | 4. März 2001     | San José       | Hartplatz     | Andre Agassi       | 6:3, 6:4                |
| 11. | 13. Januar 2002  | Auckland       | Hartplatz     | Jérôme Golmard     | 6:7, 6:4, 7:5           |
| 12. | 18. August 2002  | Indianapolis   | Hartplatz     | Félix Mantilla     | 6:7, 6:4, 6:4           |
| 13. | 22. Juni 2003    | Nottingham (2) | Rasen         | Mardy Fish         | 6:3, 6:2                |
| 14  | 11. Juli 2004    | Newport (2)    | Rasen         | Alexander Popp     | 7:6, 7:6                |
| 15. | 10. Juli 2005    | Newport (3)    | Rasen         | Vincent Spadea     | 7:6, 2:6, 6:4           |

#### Finalteilnahmen
| Nr. | Datum             | Turnier       | Belag         | Finalgegner       | Ergebnis                |
| --- | ----------------- | ------------- | ------------- | ----------------- | ----------------------- |
| 1.  | 24. Oktober 1993  | Peking        | Teppich (i)   | Michael Chang     | 6:7, 7:6, 4:6           |
| 2.  | 22. Mai 1995      | Coral Springs | Sand          | Todd Woodbridge   | 4:6, 2:6                |
| 3.  | 3. Februar 1997   | Zagreb        | Teppich (i)   | Goran Ivanišević  | 6:7, 6:4, 6:7           |
| 4.  | 17. Februar 1997  | San José      | Hartplatz     | Pete Sampras      | 6:3, 0:5 Aufgabe        |
| 5.  | 8. September 1997 | US Open       | Hartplatz     | Patrick Rafter    | 3:6, 2:6, 6:4, 5:7      |
| 6.  | 13. Oktober 1997  | Wien          | Teppich (i)   | Goran Ivanišević  | 6:3, 7:6, 6:7, 2:6, 3:6 |
| 7.  | 9. Februar 1998   | Split         | Teppich (i)   | Goran Ivanišević  | 6:7, 6:7                |
| 8.  | 16. März 1998     | Indian Wells  | Hartplatz     | Marcelo Ríos      | 3:6, 7:6, 6:7, 4:6      |
| 9.  | 5. Oktober 1998   | Toulouse      | Hartplatz (i) | Jan Siemerink     | 4:6, 4:6                |
| 10. | 1. März 1999      | London        | Teppich (i)   | Richard Krajicek  | 6:7, 7:6, 5:7           |
| 11. | 30. August 1999   | Boston        | Hartplatz     | Marat Safin       | 4:6, 6:7                |
| 12. | 18. Oktober 2004  | Moskau        | Teppich (i)   | Nikolai Dawydenko | 6:3, 3:6, 5:7           |

### Doppel

#### Turniersiege
| Nr. | Datum              | Turnier     | Belag       | Partner             | Finalgegner                   | Ergebnis      |
| --- | ------------------ | ----------- | ----------- | ------------------- | ----------------------------- | ------------- |
| 1.  | 10. Juli 1994      | Newport     | Rasen       | Alex Antonitsch     | Kent Kinnear David Wheaton    | 6:4, 3:6, 6:4 |
| 2.  | 15. September 1996 | Bournemouth | Hartplatz   | Marc-Kevin Goellner | Rodolphe Gilbert Nuno Marques | 6:3, 7:6      |
| 3.  | 28. Februar 1999   | London      | Teppich (i) | Tim Henman          | Byron Black Wayne Ferreira    | 6:3, 7:6      |

#### Finalteilnahmen
| Nr. | Datum            | Turnier    | Belag         | Partner         | Finalgegner            | Ergebnis      |
| --- | ---------------- | ---------- | ------------- | --------------- | ---------------------- | ------------- |
| 1.  | 23. Oktober 1994 | Wien       | Hartplatz (i) | Alex Antonitsch | Mike Bauer David Rikl  | 6:7, 4:6      |
| 2.  | 12. März 1996    | Kopenhagen | Teppich (i)   | Guillaume Raoux | Mark Keil Peter Nyborg | 7:6, 4:6, 6:7 |